# Blake (motorfiets)
Blake is een Australisch historisch merk van motorfietsen.
Blake is een merk waar ook Australische verzamelaars van klassieke motorfietsen geen informatie over hebben. Waarschijnlijk betreft het een merk dat in het begin van de 20e eeuw Britse motorfietsen voor de Australische markt assembleerde.
Australië had in deze periode geen motorfietsproductie van enige betekenis. In het beste geval kwam men tot productie van eigen frames waarin Britse of soms Amerikaanse motorblokken werden gehangen. Meestal assembleerde men complete, in onderdelen aangeleverde machines uit deze landen.